# Гликосфинголипиды
Гликосфинголипиды представляют собой подтип гликолипидов, содержащих аминоспирт сфингозин. Их можно рассматривать как сфинголипиды с присоединенным углеводом . Гликосфинголипиды представляют собой группу липидов (точнее, сфинголипидов) и входят в состав клеточной мембраны . Они состоят из гидрофобной церамидной части и гликозидно связанной углеводной части. Это содержание олигосахаридов остается снаружи клеточной мембраны, где оно важно для биологических процессов, таких как клеточная адгезия или межклеточное взаимодействие. Гликосфинголипиды играют также важную роль в онкогенезе и онтогенезе.

## Классификация
В целом гликосфинголипиды можно разделить на две группы: нейтральные гликосфинголипиды (также называемые гликосфинголипидами) и отрицательно заряженные гликосфинголипиды. Последние можно снова отличить по носителю заряда. Если в ганглиозидах присутствуют сиаловые кислоты, то в сульфатидах имеется сульфатная группа. Структурным сходством большинства гликолипидов является так называемый лактозилцерамид, то есть дисахарид лактозы, гликозидно связанный с церамидом. Более крупные структуры подразделяются на различные группы в зависимости от последовательности и конфигурации сахаров, из которых наиболее распространенными являются глобо-, лакто-, нео-лакто- и ганглиоза.
Гликосфинголипиды включают:
- Цереброзиды
- Ганглиозиды
- Глобозиды

## Возникновение и функция
Ганглиозиды в основном обнаруживаются в клеточных мембранах центральной нервной системы, где их углеводная группа отвечает за взаимодействие между отдельными клетками и за передачу сигналов. Однако ганглиозиды обнаруживаются и в других клетках. Сиаловые кислоты являются, например, частью так называемой структуры сиалил-Льюиса-x, тетрасахарида, который важен для различных процессов передачи сигнала. Нейтральные гликосфинголипиды также важны, например, как антигены группы крови.
Наследственные дефекты ферментов могут привести к нарушению деградации и, следовательно, к накоплению гликолипидов в различных органах. В случае церебрироза это влияет на цереброзиды (примеры — болезнь Гоше и болезнь Краббе), в случае ганглиозидов — на ганглиозидозы (например, болезнь Тея-Сакса).